# KH-7 29
KH-7 29 – amerykański satelita rozpoznawczy; dwudziesty dziewiąty statek serii KeyHole-7 GAMBIT programu CORONA. Jego zadaniem było wykonywanie wywiadowczych zdjęć Ziemi o rozdzielczości przy gruncie około 46 cm. Wyniesiony razem z małym satelitą OPS 1856.

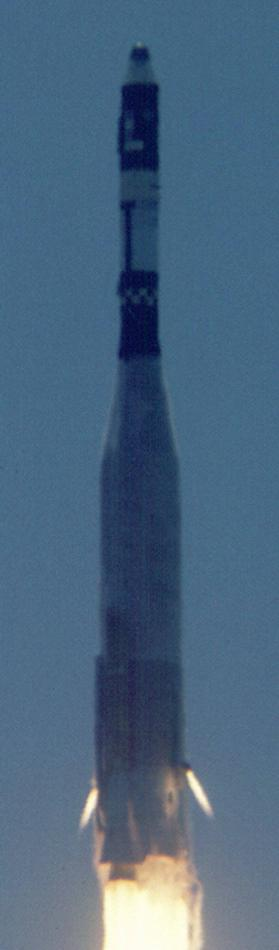
Start rakiety Atlas SLV-3 Agena D z satelitą wywiadowczym KH-7 29